# Estación de Aulnay-sous-Bois
La estación de Aulnay-sous-Bois es una estación ferroviaria francesa situada en la comuna homónima, en el departamento de Seine-Saint-Denis, al noreste de París. Pertenece a la línea B de la Red Exprés Regional más conocida como RER donde se configura como parte del ramal B1 y a la línea K del Transilien.
Además, desde 2006 es el terminal norte de la línea 4 del Tranvía parisino operado en esta línea por la SNCF en una modalidad híbrida de tren y tranvía. 

## Historia
Fue inaugurada el 4 de junio de 1870 con la apertura del primer tramo de la línea La Plaine-Hirson bajo el nombre de Aulnay-lès-Bondy. Lucía el clásico aspecto de las estaciones de la Compañía del Norte con un edificio central de dos plantas, donde la primera hacía de vestíbulo y la segunda servía de residencia para el jefe de estación. La estructura se completaba con dos alas laterales.
En 1875, se le unió la línea de los Coquetiers, una pequeña línea férrea que servía de enlace entre el sector norte y el sector este de la red, que es actualmente la línea 4 del tranvía desde el año 2006.
En 1904, la estación fue rebautizada a Aulnay-sous-Bois. Fue también a principios del siglo XX cuando fue reformada dándole su aspecto actual y dotándola de más vías. 
En 1981 se realizó la integración de la estación en la línea B de la red de cercanías. Por su parte, el Transilien opera como tal desde 1999.

## Descripción
La estación se encuentra a escasos 14 kilómetros al noreste de París. 
Dispone de cuatro andenes y de siete vías. 